# Сонома (округ)
Соно́ма — округ (в разговорной речи часто — Долина Сонома, поэтическое — Лунная долина), расположенный на северном побережье штата Калифорния (Соединённые Штаты Америки). Самый большой и северный из округов, расположенных в районе залива Сан-Франциско. Располагается на площади в 64 квадратных километра. Административный центр — город Санта-Роза.

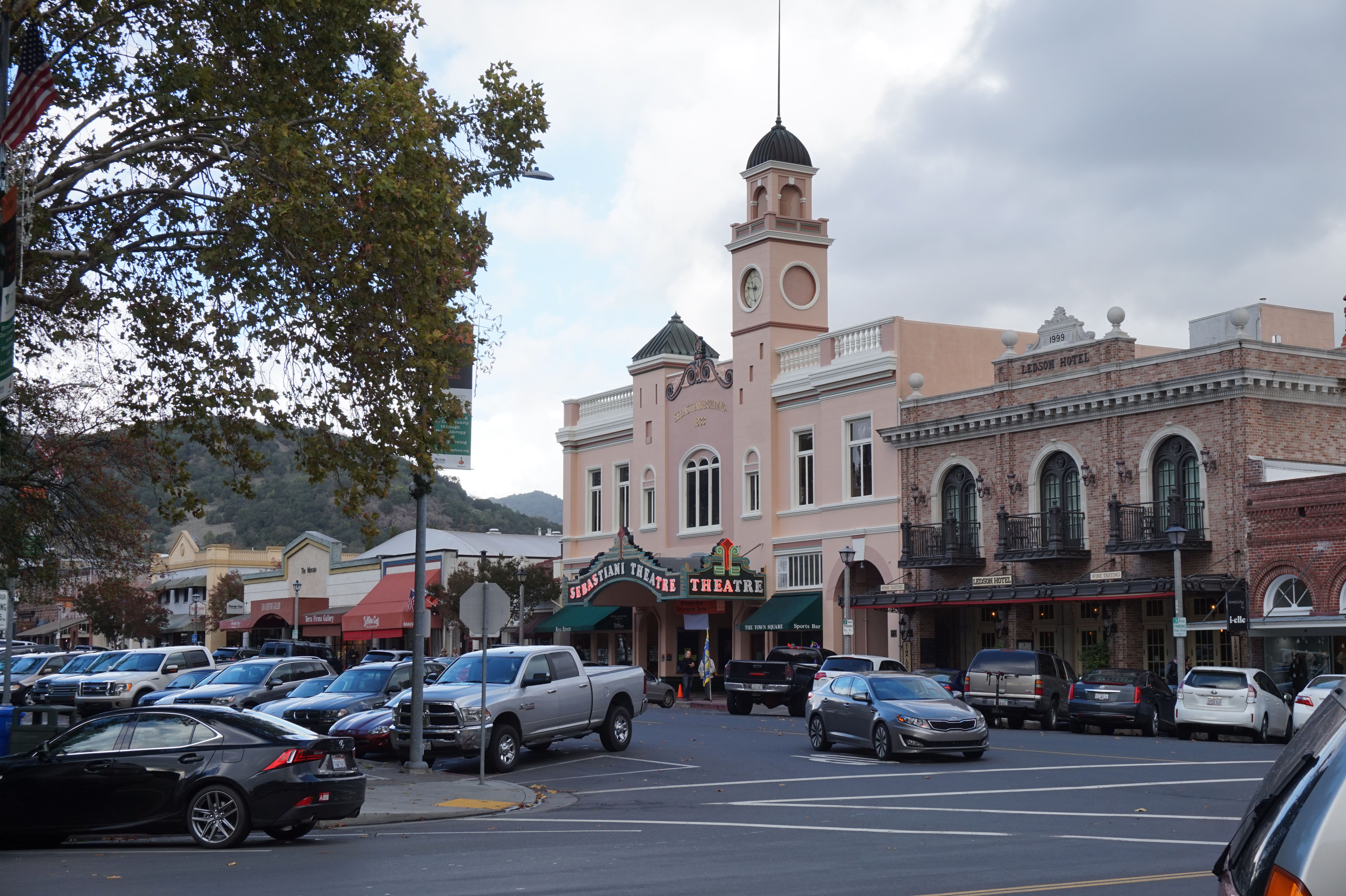
В городке Сонома

Один из важных исторических городов округа носит название Сонома, одноимённое с самим округом.
Лунная долина является винодельческим районом. Обладает статусом Американского винодельческого региона или AVA (American Viticultural Area). Первые виноградники были заложены здесь русскими колонистами в 1812 году.
Доход от винного туризма ежегодно составляет около одного миллиарда долларов. Ежегодно Соному посещают более 7,4 миллионов туристов.
Помимо виноделия округ Сонома занимает также лидирующие позиции в птицеводстве, производстве молочных продуктов, выращивании винограда, хмеля, яблок и слив.

## Климат
Согласно данным представленным Национальной метеорологической службой США в округе Сонома преимущественно жаркий или тёплый летний средиземноморский климат, который по системе классификации климатов Кёппена, на климатических картах сокращённо обозначается аббревиатурой «Csa». 

## Достопримечательности

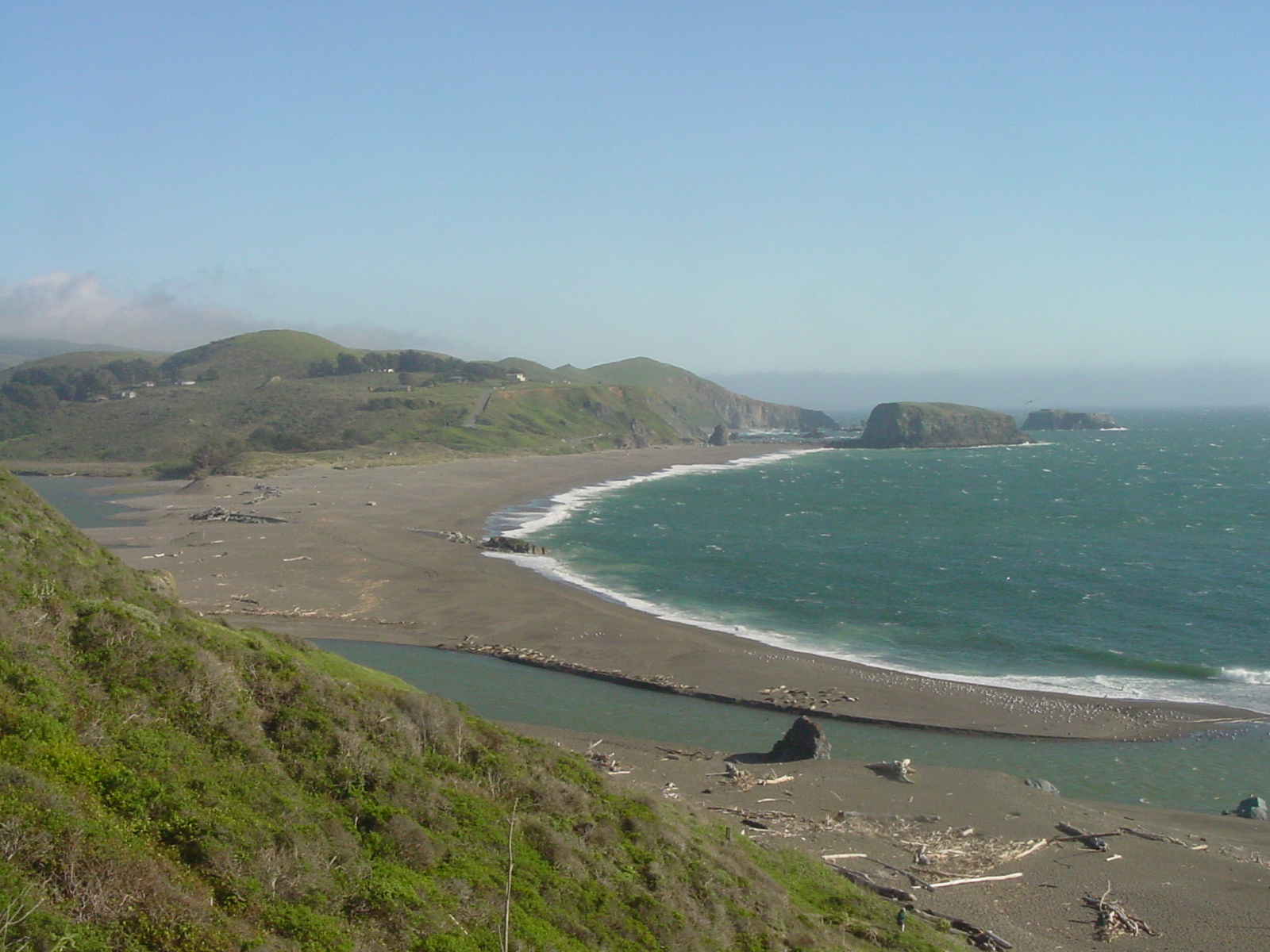
Пляж на берегу реки Рашен-ривер, Калифорния.

Форт-Росс — популярный туристический объект, сохранивший уникальную русскую деревянную архитектуру поселения, основанного в 1812 году под началом Российско-Американской компании для торговли пушниной и сопутствующими товарами.
В округе Сонома находится дом-музей Джека Лондона, автора романа «Лунная долина» и ряда других произведений.
Здесь была сделана   легендарная  фотография, являющаяся фоновым рисунком Windows XP по умолчанию.

## Известные люди
- Джек Лондон — американский писатель, социалист, общественный деятель, наиболее известен как автор приключенческих рассказов и романов.
- Андрей Челищев — американский винодел[3][4].